# Gojko Mitić
Gojko Mitić (cyr. Гojкo Митић; ur. 13 czerwca 1940 w Strojkovcach) – serbski aktor i reżyser, znany z licznych ról we wschodnioniemieckich westernach.

## Życiorys
Ponieważ jego ojciec Živojin walczył w oddziałach partyzanckich w czasie II wojny światowej, Gojko wraz z bratem Draganem wychowywał się u dziadków. Na początku lat 60. rozpoczął w Belgradzie studia w Wyższej Szkole Wychowania Fizycznego. Wtedy także zetknął się po raz pierwszy z planem filmowym. W tym czasie w Jugosławii powstawało wiele filmów w międzynarodowej koprodukcji, przy czym chętnie zatrudniano belgradzkich studentów jako statystów.
Od 1961 Mitić pojawiał się jako kaskader we włoskich i brytyjskich filmach, realizowanych w Jugosławii. W 1963 otrzymał pierwszą małą rolę w zachodnioniemieckim westernie, realizowanym przez studio Rialto. Jego pierwszą dużą rolą był udział w filmie Horsta Wendlandta Winnetou wśród Sępów (niem. Unter Geiern, 1964).
Również w 1964 wschodnioniemiecka wytwórnia filmowa DEFA rozpoczęła kręcenie w Jugosławii innych filmów „indiańskich”. Mitić zagrał rolę wodza w filmie Synowie Wielkiej Niedźwiedzicy (niem. Die Söhne der großen Bärin) i od tego momentu rozpoczęła się właściwie kariera Miticia jako aktora o specyficznym emploi. Szczególną popularność zyskał w NRD, ale także w innych krajach bloku wschodniego, gdzie często prezentowane były filmy z jego udziałem.
Bardzo często pojawiał się na planie filmowym, kręcąc przynajmniej jeden film rocznie, przy czym niemal bez wyjątku grał role wybitnych Indian, najczęściej wodzów indiańskich. Był współscenarzystą westernu przygodowego Ulzana, wódz Apaczów (Ulzana, 1974), gdzie wcielił się w tytułowego wodza wojennego Apaczów. W westernie Wernera W. Wallrotha Bracia krwi (Blutsbrüder, 1975) zagrał jednego z Czejenów Hartera Felsena u boku Deana Reeda. W spaghetti westernie Severino (1978) z udziałem Leona Niemczyka w roli sierżanta wystąpił w roli tytułowego Severino z plemienia Indian Manzanero.
W 1975 pojawił się w odmiennej roli: zagrał Spartakusa na scenie Harzer Bergtheater w Thale. Występował tam następnie aż do 1984, grając najczęściej role w dramatach przygodowych. Część z nich została sfilmowana przez telewizję wschodnioniemiecką i była prezentowana na antenie.
Mitić grywał w teatrze, występował jako piosenkarz i prowadził programy telewizyjne. W latach 1981–1989 wyreżyserował pięć filmów w serialu dziecięcym Jan i Tini, do którego napisał także scenariusz. W 1988 r. po raz ostatni zagrał rolę Indianina w filmie Łowca w Meksyku (niem. Präriejäger in Mexiko).
Po upadku komunizmu w NRD Mitić grywał małe role filmowe, a w 1992 przejął od Pierre’a Brice’a rolę Winnetou w organizowanym w Bad Segeberg teatralnym Festiwalu Karola Maya (niem. Karl-May-Festspiele).
Osiedlił się w Berlinie.

## Odznaczenia
- Order Zasługi Wolnego Kraju Saksonii (2024)[4]